# Hoverla
El monte Hoverla (en ucraniano: Говерла; en rumano: Hovârla, en húngaro: Hóvár) es el pico más alto de los Cárpatos Ucranianos y es el punto más alto de Ucrania, con 2061 metros. Se encuentra entre el óblast de Ivano-Frankivsk y el óblast de Transcarpacia, forma parte del macizo de Chornohorá.

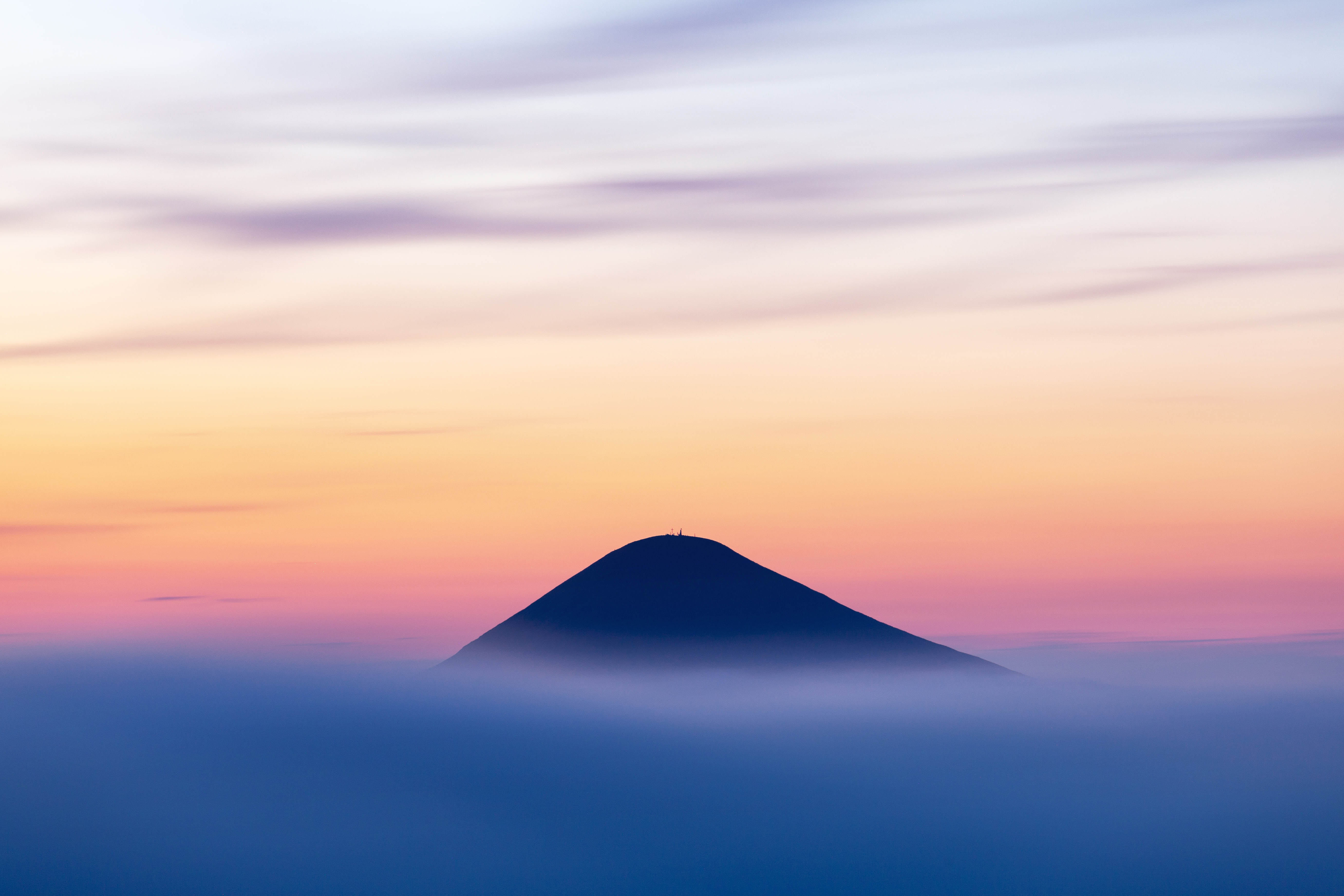
Cima del monte Hoverla al atardecer.